# Mon

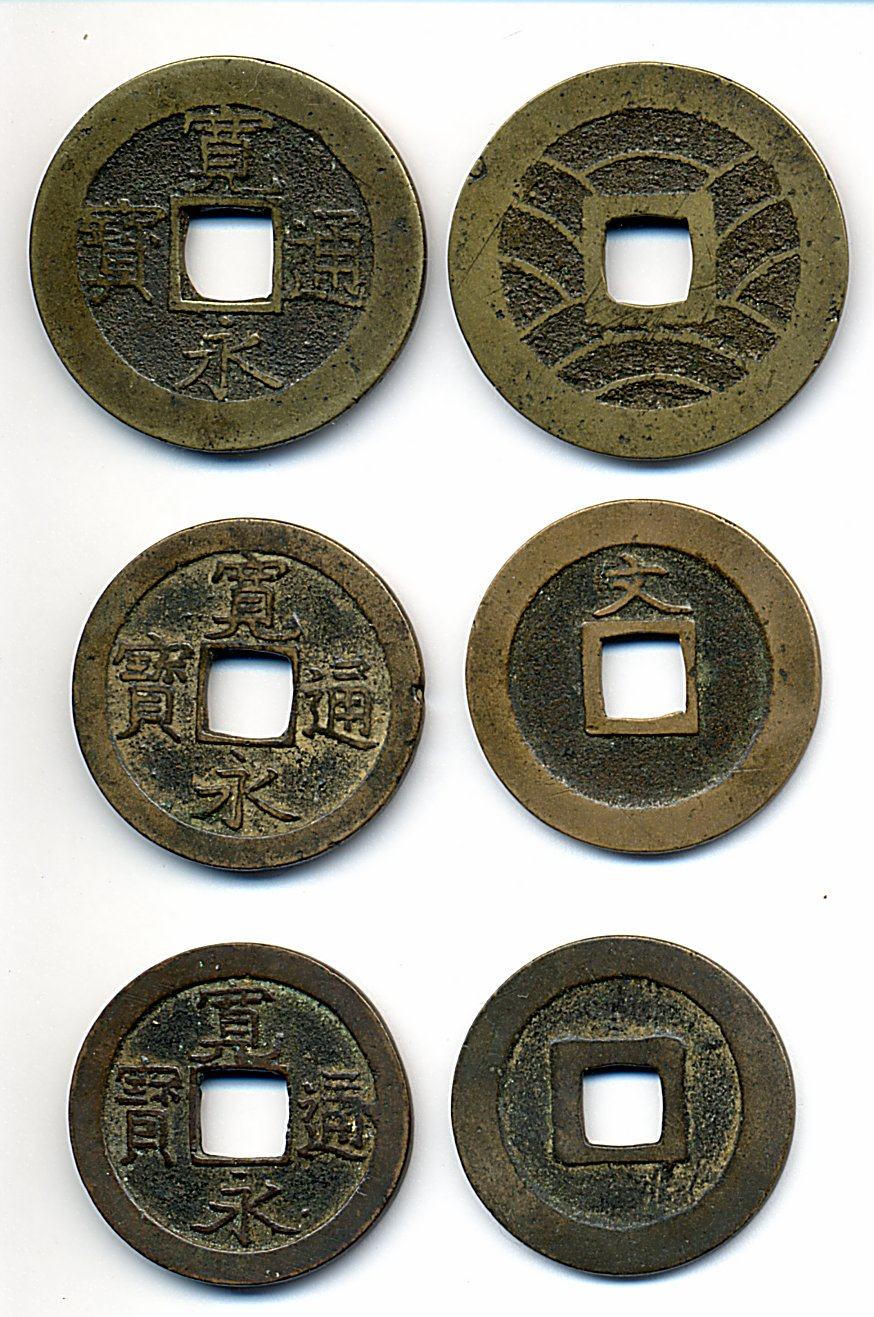
Monede Kan'ei Tsūhō (寛永通宝). Cele de sus valorau fiecare câte 4 mon, cele din mijloc și de jos valorau 1 mon fiecare.

Mon-ul a fost o monedă japoneză înainte de 1870. Semăna și era derivată din moneda chinezească "wen" (în Coreea se numea "mun"). Monedele erau de cupru sau fier, și  circulau în paralel cu ingoți de aur sau argint care erau denominate shu, bu, ryo (16 shu= 4 bu= 1 ryo).
Monedele mon erau găurite.
De-a lungul istoriei japoneze au existat tot felul de monede și valute, de diferite mărimi, forme, materiale, incluzând aurul, argintul, cuprul etc. Până și orezul a fost odată o valută, anume unitatea sa de măsură koku.